# Prémio da Música Aragonesa de Melhor Canção em Língua Autóctone Aragonesa
O Prémio da Música Aragonesa de Melhor Canção em Língua Autóctone Aragonesa (português europeu) ou Prêmio da Música Aragonesa de Melhor Canção em Língua Autóctone Aragonesa (português brasileiro) (em aragonês:  Premio d'a Musica Aragonesa t'a Millor Canta en Luenga Autoctona Aragonesa, em castelhano:  Premio de la Música Aragonesa para la Mejor Canción en Lengua Autóctona Aragonesa) é uma das categorias dos prémios anuais da música aragonesa destinada às canções em aragonês e catalão. É atribuído desde a sétima edição, numa gala celebrada a 25 de abril de 2006 na Sala Luis Galve do Auditório de Saragoça. Até a XIV edição o prémio era conhecido como Melhor Canção em Língua Minoritária Aragonesa (Millor Canta en Luenga Minoritaria Aragonesa, Mejor Canción en Luenga Minoritaria Aragonesa).

## Vencedores
| Ano  | Canção                | Cantor                        | Língua      |
| ---- | --------------------- | ----------------------------- | ----------- |
| 2005 | Zierzo                | Mallacán                      | aragonês    |
| 2006 | Cultura Popular       | Los Draps                     | catalão     |
| 2007 | Aragón Ye Ye          | Comando Cucaracha             | aragonês    |
| 2008 | Goyoso y capín        | Inestables                    | aragonês    |
| 2009 | Canta triste d’Irina  | Mallacán                      | aragonês    |
| 2010 | Jota from Zaragoza    | Pepín Banzo                   | multilíngua |
| 2011 | Ronda d’a Galliguera  | Biella Nuei y los Bufacalibos | aragonês    |
| 2012 | Os Pietz en a Tierra  | Prau                          | aragonês    |
| 2013 | O rocanroll ye asinas | Inestables                    | aragonês    |
| 2014 | Dondiador             | Gaire                         | aragonês    |
| 2015 | A Muga                | Bosnerau                      | aragonês    |
| 2016 | A luz das parolas     | Prau                          | aragonês    |
| 2017 | Pregaria              | María José Hernández          | aragonês    |